# Test de Spurling
Le test de Spurling est une manœuvre médicale utilisée pour évaluer la douleur des racines nerveuses (également connue sous le nom de douleur radiculaire). Le patient tourne la tête du côté non affecté et étend le cou, tandis que l'examinateur exerce une pression vers le bas sur le sommet de la tête du patient. Le signe de Spurling est positif lorsque la douleur survenant dans le cou irradie en direction du dermatome correspondant de façon ipsilatérale. Il s'agit d'un type de test de compression cervicale.
Les patients présentant un signe de Spurling positif peuvent présenter divers symptômes, notamment des douleurs, des engourdissements et des faiblesses. En plus de l'histoire clinique, l'examen neurologique peut montrer des signes suggérant une radiculopathie cervicale.

## Les indications
Le test de Spurling est utilisé lors d'un examen de la colonne vertébrale ou du cou pour faciliter le diagnostic et l'évaluation de la radiculopathie cervicale. Il doit être utilisé pour évaluer les patients présentant des symptômes radiculaires. Les résultats de ce test peuvent guider le clinicien lorsqu'il envisage d'autres examens d'imagerie et les étapes nécessaires à l'établissement d'un diagnostic correct.
Toutefois, il convient d'être prudent lors de l'évaluation des patients présentant des lésions cervicales aiguës, des patients gravement malades et des patients présentant d'autres processus néoplasiques ou infectieux. L'instabilité cervicale est également une raison d'éviter cette manœuvre médicale.

## Précision
Le test de Spurling est quelque peu spécifique lorsqu'il est utilisé chez des personnes dont l'électromyogramme est anormal et constitue une méthode d'examen physique relativement sensible pour diagnostiquer une spondylose cervicale ou une radiculopathie cervicale aiguë. Ce test n'est pas très sensible lorsqu'il est utilisé chez des personnes ne présentant pas de signes radiculaires classiques évocateurs d'une radiculopathie cervicale[réf. nécessaire]. En 2011, une étude a évalué 257 patients présentant une radiculopathie cervicale clinique et a établi une corrélation entre les résultats de la tomodensitométrie et les résultats de l'examen clinique à l'aide du test de Spurling. Le test de Spurling était sensible à 95 % et spécifique à 94 % pour diagnostiquer une pathologie de la racine nerveuse.
Dans une autre étude réalisée à la fin des années 1900, 255 patients ont été examinés à l'aide d'un test de Spurling et ont ensuite subi un examen électrodiagnostique. Les résultats de l'étude ont montré que le test de Spurling était sensible à 30 % et spécifique à 93 % pour détecter une radiculopathie cervicale diagnostiquée par un examen électrodiagnostique. Les conclusions tirées de cette étude démontrent l'utilité clinique du test de Spurling pour confirmer une radiculopathie cervicale plutôt qu'à des fins de dépistage. Dans l'ensemble, les données sur la spécificité et la sensibilité du test de Spurling restent limitées.